# Saupark Springe
Koordinaten: 52° 10′ 30″ N, 9° 34′ 30″ O

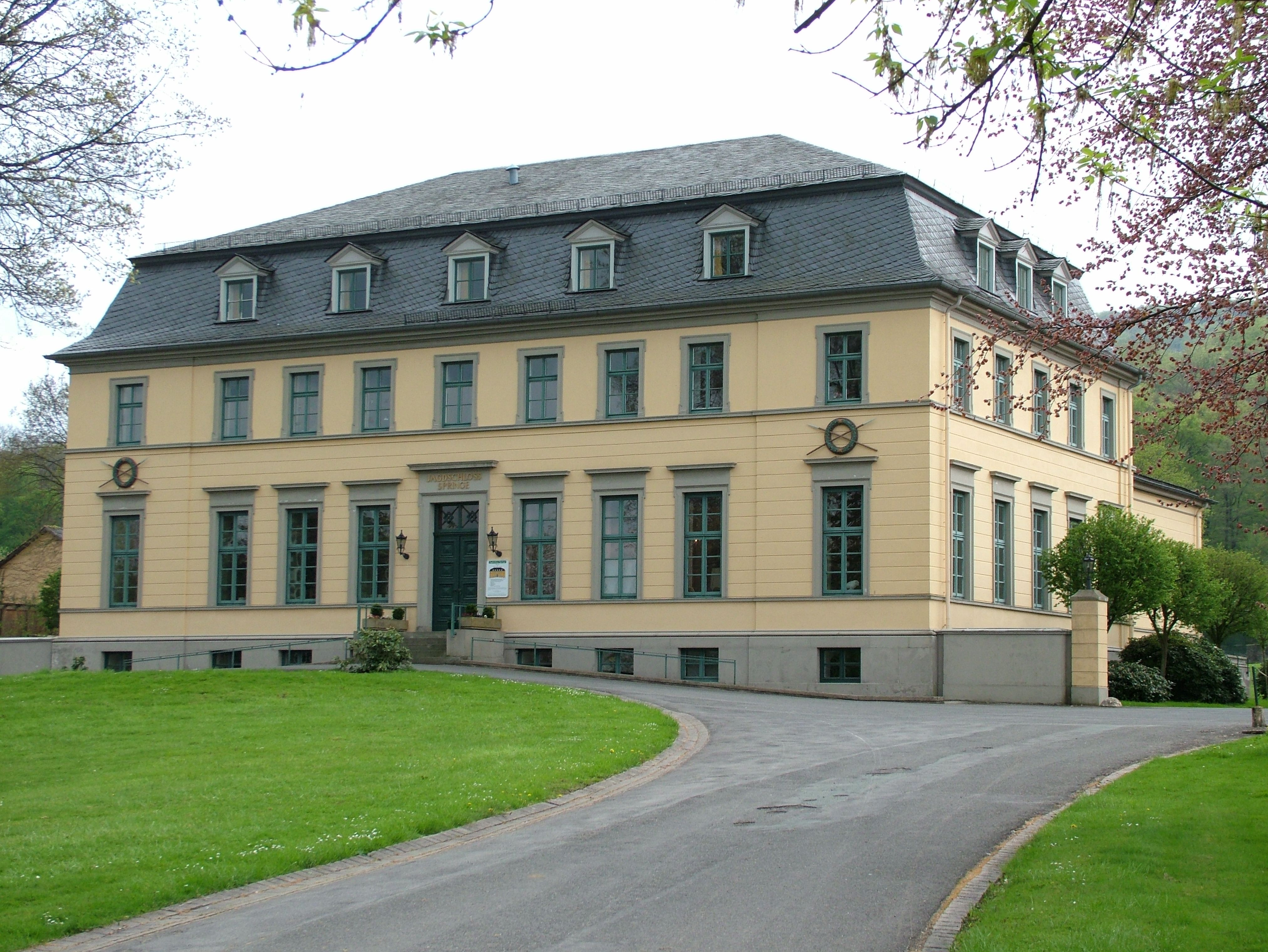
Jagdschloss Springe am Haupteingang des Sauparks

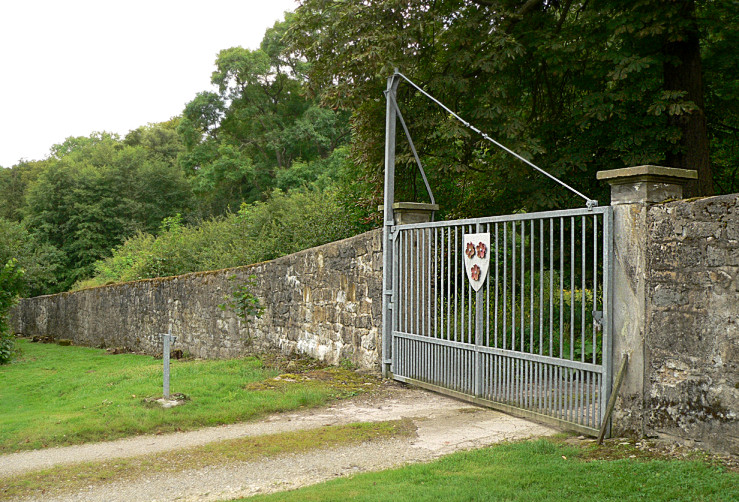
Sauparkmauer mit Einlasstor; auf dem Tor ist das Springer Stadtwappen zu sehen

Der Saupark Springe (im Volksmund teils nur Saupark beziehungsweise Mauerpark genannt) ist ein rund 14 km² großes, von einer Mauer eingefasstes Wildgehege bei Springe in der Region Hannover in Niedersachsen. Der Saupark war Jagdpark und Hofjagdgebiet der Könige von Hannover und später der Deutschen Kaiser.
Der Saupark befindet sich im Höhenzug Kleiner Deister südwestlich von Hannover und südöstlich der Stadt Springe. Der südliche Parkteil reicht bis auf den Nesselberg, ein dem Kleinen Deister südlich vorgelagerter Höhenzug, und der nördliche Parkteil liegt im Flusstal der Haller.

## Parkbeschreibung
Der Saupark Springe ist – einzigartig in Norddeutschland – von einer 16,3 Kilometer langen, zwei Meter hohen und 60 Zentimeter breiten Steinmauer umgeben. Sie verläuft im Norden und Osten entlang des Waldrandes und im Süden durch den Wald über den Kamm des Nesselbergs. Sie besteht aus örtlich gewonnenem Jura-Kalkstein und wurde teilweise als Trockenmauer, teilweise mit Kalkmörtel erbaut.
Der Haupteingang zum Saupark befindet sich am Jagdschloss, einem Werk des hannoverschen Baumeisters Georg Laves. Das Jagdschloss steht ebenso wie die Sauparkmauer unter Denkmalschutz, die Sauparkmauer gilt als längstes Denkmal Niedersachsens.
Neben dem Haupteingang besitzt der Saupark acht Nebeneingänge, die mit hölzernen oder stählernen Toren verschlossen sind, um das Wild im Gehege zu halten. Wo Wanderwege die Mauer queren, sind Nebentore oder Treppen angelegt, zum Beispiel am Hirschtor oder am Streittor. 
Den Park kreuzen die Landesstraße L 461, die in Springe von der B 217 abzweigt und über Eldagsen in Richtung Hildesheim führt, sowie die Kreisstraße K 213, die von Alvesrode kommend im Saupark auf die L 461 trifft. Diese Straßen passieren die Sauparkmauer ohne Tore; um das Wild von der Straße fernzuhalten, sind sie mit Zäunen eingefasst. Darüber hinaus darf die Forststraße, die von Altenhagen I aus den Saupark über das Forsthaus Morgenruhe und den zentralen Wanderparkplatz Wolfsbuchen zum Forsthaus Jägerhaus und zur Holzmühle durchquert, tagsüber mit privaten Kraftfahrzeugen befahren werden. Die beiden dabei zu passierenden Mauertore sind über Nacht von etwa 18:00 Uhr bis 6:00 verschlossen, die daneben positionierten durch Federkraft schließenden Tore für Fußgänger und Radfahrer sind zwar durchgängig passierbar, doch weisen Schilder darauf hin, dass der Saupark bei Einbruch der Dunkelheit verlassen werden soll, um dem Wild Ruhe zu geben.
Der Park bietet zahlreiche Wanderwege von insgesamt rund 50 Kilometer Länge, die – um das Wild nicht zu stören – ausschließlich über die mineralisch befestigten Forstwege führen und nur über wenige Meter als Pfad (über den Burgberg, 320 m).
Seit 1954 bilden der Kleine Deister und der Nesselberg ein insgesamt knapp 2445 Hektar großes Naturschutzgebiet, das auch den Saupark Springe einschließt. Ende 2018 wurde ein Höhlengebiet im Kleinen Deister, das zuvor Bestandteil des Naturschutzgebietes „Saupark“ war, als eigenständiges FFH-Gebiet ausgewiesen.

## Flora und Fauna
Die Bewaldung des Parks besteht zu zwei Dritteln aus einem alten Laubwald mit Buchen und Eichen. Bei den Nadelhölzern dominiert die Fichte. Für den Forst- sowie den Jagdbetrieb des Sauparks ist das Staatliche Forstamt Saupark zuständig. Neben Felswänden, Höhlen, Hügelgräbern, Wasserquellen und Wildwiesen und Kastanienalleen finden sich im Park seltene Tier- und Pflanzenarten. Die 16 km lange Trockensteinmauer bietet auch bedrohten Arten der Roten Liste Lebensraum. Im Saupark gibt es verschiedene Schalenwildarten, darunter Rotwild, Damwild, Muffelwild, Schwarzwild und Rehwild. 

## Hutewald

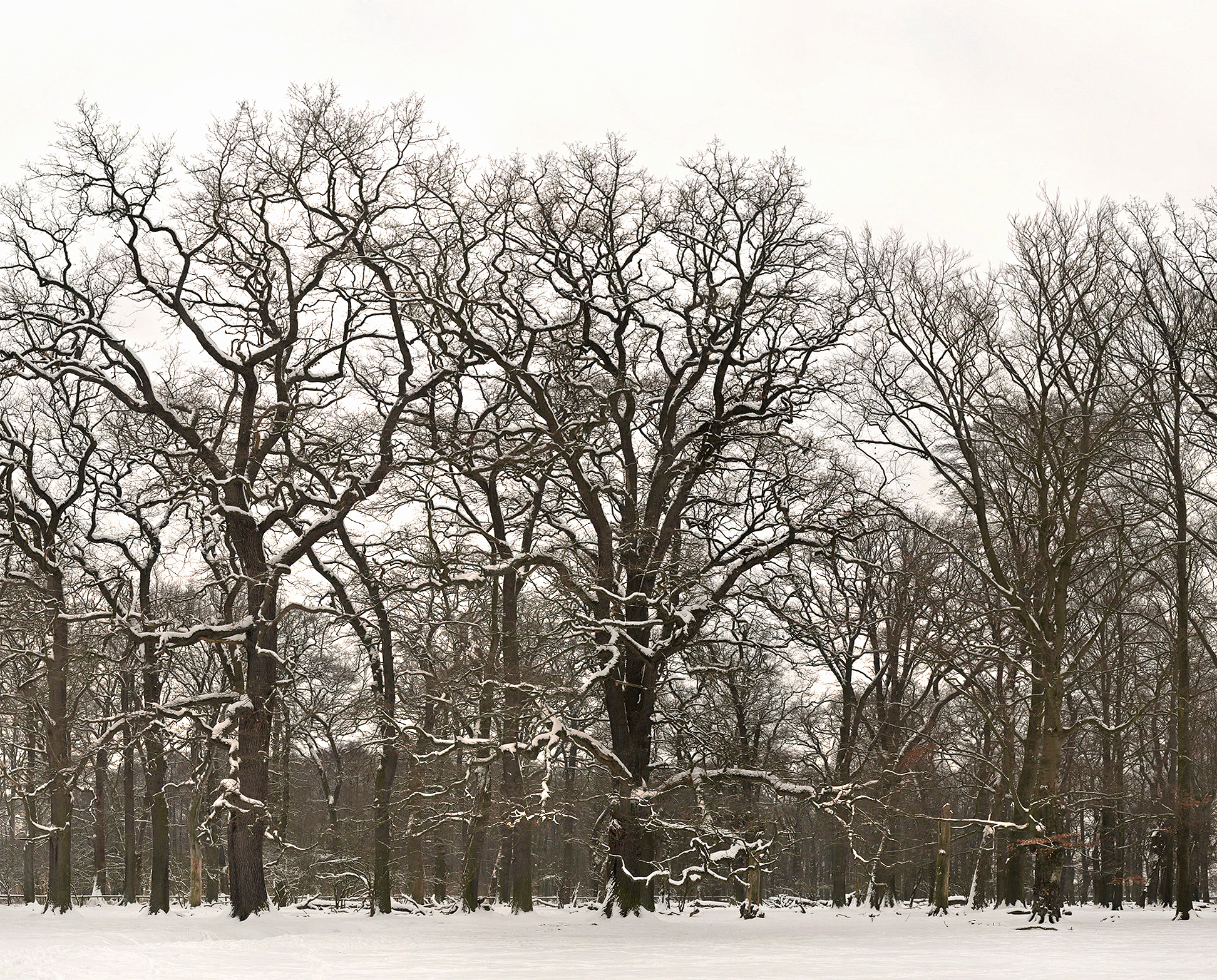
Verschneiter Hutewald im Wisentgehege Springe.

Die Niedersächsische Landesforsten (NLF) führen seit 2014 das Projekt „Gelbbach“ im Saupark Springe zwischen Coppenbrügge und Eldagsen durch. Auf einer Fläche von etwa 20 Hektar entsteht im Osterwald ein Hutewald, der seit 2015 durch die Beweidung mit einer Herde Highland-Cattles gepflegt wird. Konzipiert wird das Projekt als Ökokonto; denn es dient als Ersatz für die Beeinträchtigung des Naturhaushaltes an anderer Stelle durch den Bau von Straßen und Anlagen.
Dazu entfernt das Forstamt Saupark den Fichtenwald und ersetzt ihn durch naturnahe Eichenmischwälder und durch Sumpf- und Bruchwald. Die Entwässerungsgräben werden verschlossen. Gleichzeitig entstehen kleine Gewässer für Amphibien, Insekten und Vögel wie den Schwarzstorch. Hier sollen sich auch Bergmolch, Feuersalamander und Erdkröte ansiedeln. In bestimmten Bereichen werden typische Arten naturnaher Sumpf- und Moorwälder wie Eichen und Erlen angepflanzt. 
Auf einem Drittel der Fläche wurden 2016 in größeren Abständen fünfzig einzeln stehende Eichen gepflanzt, die langfristig zu mächtigen Bäumen mit großen Kronen heranwachsen und das Aussehen des zukünftigen Hutewaldes prägen. Einige Relikte des ehemaligen Hutewaldes, der nun neu angepflanzt wird, stehen noch heute am Gelbbach.
Der Naturschutzförster Heiko Brede begann Anfang 2016 mit dem Mentoring-Programm. Festgehalten werden muss, wie sich die Pflanzen und Amphibien im Projektgebiet entwickeln.

## Wisentgehege
Im Nordosten des Sauparks liegt das Wisentgehege Springe, ein Wildpark mit vielen Wildtierarten. Zu beobachten sind zum Beispiel Wisent, Wildpferd, Elch, Rotwild, Muffelwild, Fischotter, Bär, Wolf, Vielfraß, Uhu und Steinadler.

## Geschichte

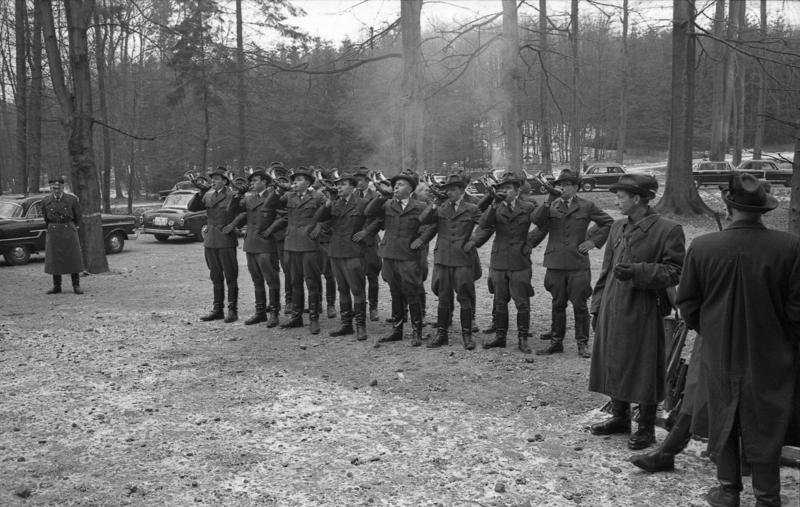
Jagd im Saupark Springe 1961 zum Besuch von Staatspräsident von Pakistan Muhammed Ayub Khan in Niedersachsen

Die Einrichtung des Sauparks beruht auf einem Gerichtsurteil, das die hannoverschen Könige im 19. Jahrhundert zum Ersatz von Wildschaden und zur Verminderung des Wildbestandes verurteilte. Daraufhin wurde unter König Wilhelm IV. begonnen, ein Gehege am Kleinen Deister einzurichten. Dieses Gebiet war bereits seit Mitte des 17. Jahrhunderts königliches Hofjagdrevier. Als Einzäunung entstand zwischen 1836 und 1839 eine 16 km lange Kalksteinmauer. Das Baumaterial stammte aus ortsnahen Steinbrüchen. Im Gehege wurde ein Wildbestand an Rotwild und Wildschweinen geschützt. König Ernst August von Hannover richtete 1837 hier seine Staatsjagd ein. Nach der Eingliederung des Königreichs Hannover in Preußen 1866 war der Saupark weiterhin Hofjagdrevier, in dem Kaiser Wilhelm II. ab 1894 alle zwei Jahre königliche Treibjagden durchführen ließ. 1902 war der Krönungsplatz Ort des Duells zwischen dem Landrat Adolf von Bennigsen und dem Königlich preußischen Domänenpächter Falkenhagen. Seit dem Zweiten Weltkrieg fanden Staatsjagden der niedersächsischen Ministerpräsidenten mit ihren Staatsgästen und verdienten Persönlichkeiten aus Niedersachsen statt. Das Land Niedersachsen verzichtet darauf seit dem Jahr 2013.
Das im Norden des Parks am Haupteingang stehende und zwischen 1838 und 1842 nach Plänen des Hofbaumeisters Georg Ludwig Friedrich Laves erbaute Jagdschloss Springe dient heute als Jagdmuseum und jagdliche Ausbildungsstätte. Neben dem Jagdschloss entstanden bis 1912 weitere Gebäude mit Jagd- und Forstbezug, darunter um 1880 zwei Kavaliershäuser.

## Bauwerke und Besonderheiten

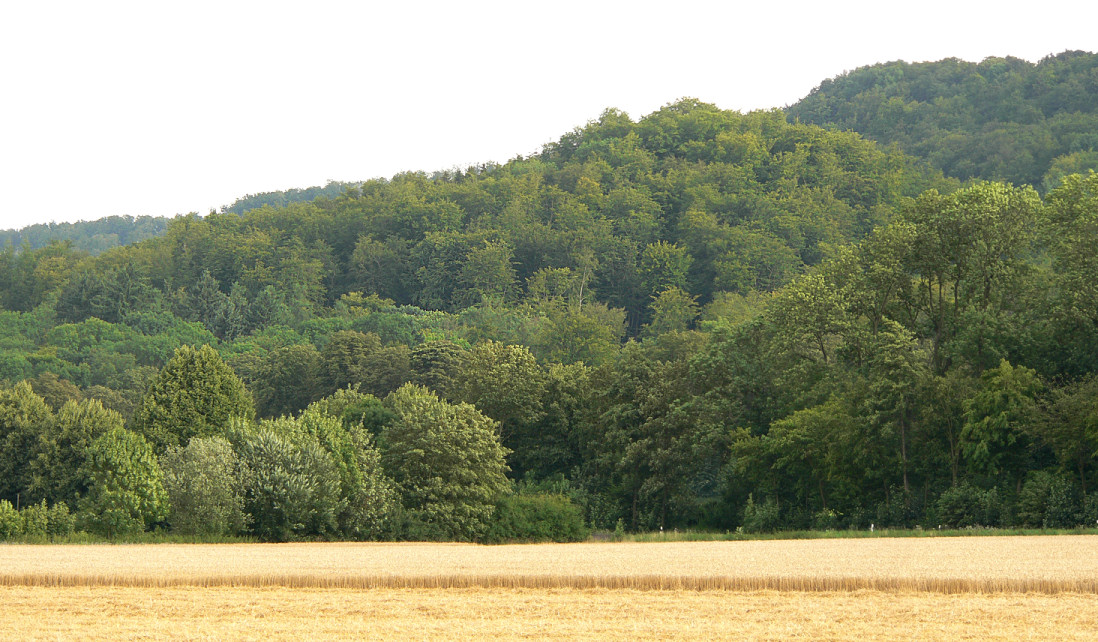
Kegelförmige Erhebung Hallermundskopf mit den Resten der Burg Hallermund, von Nordwesten gesehen, dahinter der Kleine Deister

- im Norden, am Haupteingang: Jagdschloss mit Jagdmuseum und Forstamt Saupark
- im Norden: Reste der Burg Hallermund auf dem Hallermundskopf
- im Südosten: Forsthaus Jägerhaus
- im Westen: Forsthaus Morgenruhe
- im Nordosten: Forsthaus Eispfad
- im Osten: Forsthaus Mühlenbrink
- im Osten: bronzezeitliches Hügelgräberfeld mit 22 Gräbern am Nordosthang des Kleinen Deisters
- Westlich des Hallermundskopfes, in einer Klippe auf dem Kamm des Raher Berges, die Tropfsteinhöhle „Homeisters Loch“